# FSB (Hersteller)
FSB (Franz Schneider Brakel GmbH + Co KG) ist ein deutscher Hersteller von Tür- und Fensterbeschlägen und barrierefreien Griffsystemen mit Sitz im ostwestfälischen Brakel.

## Geschichte
Im Jahr 1881 gründete der Gürtlermeister Franz Schneider in Iserlohn einen Handwerksbetrieb, in dem er zunächst allein und dann mit einer wachsenden Anzahl von Mitarbeitern historisierende Möbelbeschläge und Devotionalien aus Messing herstellte und an die Möbelindustrie verkaufte.
1909 zog Franz Schneider mit seiner Familie und einem Dutzend Mitarbeitern von Iserlohn ins ostwestfälische Brakel, wo er einen leerstehenden roten Backsteinbau erworben hatte, der zur Jahrhundertwende für eine Dampf-Schweine-Schlachterei erbaut worden war. Die Nähe der westfälischen, thüringischen und sächsischen Möbelindustrie war der wichtigste Grund für den Umzug. Das Unternehmen firmierte von diesem Zeitpunkt an als Westfälisches Metallwerk Franz Schneider & Söhne.
Nach dem Tode des Unternehmensgründers übernahmen seine Söhne Wilhelm und Franz junior das Unternehmen und erweiterten das Fertigungsprogramm mit geprägten Zubehörteilen wie Lüftungsgittern, Zier- und Schutzblechen für Türen sowie Fahrradkappen aus Blechen aller Materialien. Ende der 1920er Jahre trennten sich die Brüder. Der Ältere zog mit seinem Anteil an Kapital, Maschinen und Personal nach Paderborn und baute dort eine Fertigung für Garagentüren auf. Der Jüngere kümmerte sich weiter um den väterlichen Betrieb in Brakel.
1950 übernahmen Maximilian Schneider, ein Enkel des Unternehmensgründers, und sein Schwager Fritz Scheffler die Unternehmensleitung. Die dritte Unternehmensgeneration baute die Lieferantenstellung für Zubehörteile der Möbelindustrie weiter aus und begann, Kontakte zum Marktsegment der Beschläge für Türen und Fenster zu knüpfen. Neben die historisierenden Messingbeschläge traten zunächst Zier- und Griffleisten aus Aluminium für die Küchenmöbelindustrie. Von Erfolg begleitet war auch die Entwicklung und Lieferung von Lüftungsgittern für die Fensterindustrie. Es lag nahe, sich parallel um Zubehörteile für Fenstergriffe, geprägte Schilder und Rosetten für Türdrücker zu kümmern und dem boomenden Baumarkt ein überschaubares Angebot an geschwungenen Türklinken anzubieten.
1981 übergaben die geschäftsführenden Gesellschafter im Zuge des 100. Jubiläums die Unternehmensleitung an den extern hinzugezogenen Geschäftsführer Jürgen Werner Braun, den sie damit beauftragten, das Unternehmen in eine GmbH & Co. umzugründen und zusammen mit einer jungen Mannschaft weiterzuführen. Aus dem Westfälischen Metallwerk Franz Schneider & Söhne wurde das Unternehmen Franz Schneider Brakel GmbH + Co KG.
2011 war Udo Brechmann Geschäftsführer.
Mit dem Kauf der Sächsischen Schlossfabrik GmbH (Verkauf an die Schulte-Schlagbaum AG im August 2018) und einem Sortiment von Griffen und Zubehör für barrierefreies Wohnen (ErgoSystem) wurden seit Mitte der 2000er Jahre neue Geschäftsfelder erschlossen.

Zum 140. Jubiläum teilte das Unternehmen mit, dass mit Tobias Gockeln wieder ein Mitglied der Gründerfamilie in die Geschäftsführung eintritt.

## Der Weg zur Architektur- und Designmarke
Die vierte Unternehmensgeneration unter Leitung von Jürgen Werner Braun konzentrierte sich in den Jahren von 1981 bis 2001 schwerpunktmäßig auf die Gestaltung neuer Ausstattungsdetails für die Architektur-Elemente Tür und Fenster und baute hierzu das Kürzel FSB als Designmarke auf. Die wichtigsten Elemente dieser Weiterentwicklung waren das Erbe des Johannes Potente, die fordernde Beratung durch den Designer und Mitbegründer der Ulmer Hochschule für Gestaltung (hfg) Otl Aicher und die Suche des Marktes nach neuen Formen und Materialien.
Johannes Potente (1908–1987) wurde zwischen den Weltkriegen beim Westfälischen Metallwerk als Stahlgraveur, Ziseleur und Werkzeugbauer ausgebildet. Nach der Gefangenschaft kehrte er in den 1950er Jahren in das Unternehmen zurück. Als Leiter der Bereiche Entwicklung, Entwurf, Werkzeugbau und gewerbliche Ausbildung wurde er zur „Seele“ des Unternehmens. Zunächst als Hobby und später aus Leidenschaft entwarf er nebenbei auch Türklinken und Fenstergriffe für die neu aufgebaute Aluminiumgießerei. Für die vierte Unternehmensgeneration wurde er zum Wegbereiter und verhalf FSB u. a. dazu, mit seinen schwungvollen Handformen im Stile der 1950er Jahre Eingang in berühmte Mustersammlungen wie die des Museum of Modern Art in New York und der Neuen Sammlung in München zu finden.
Otl Aicher (1922–1991) stand FSB von 1985 bis 1991 beratend zur Seite. Bei einem Besuch in Brakel hatte er den bereits im Ruhestand lebenden „anonymen Industriedesigner“ Johannes Potente kennengelernt und spontan geäußert, dass diesem Mann ein Buch gewidmet werden sollte. FSB definierte sich unter der strengen Anleitung von Otl Aicher als Hersteller von Artefakten (Greifen und Griffe), erinnerte sich an seinen anonymen Industriedesigner (Johannes Potente, Design der 1950er Jahre), setzte sich kritisch mit der internen sowie der extern unterstützten Design-Entwicklung auseinander (Türklinken-Workshop in Brakel), beschrieb die Heimat der vierten Unternehmensgeneration (Annentag in Brakel, ein deutsches Volksfest) und dokumentierte die Zu- und Ausgänge dieser Welt (Zugänge, Ausgänge). Nach fünfjähriger „Lehrzeit“ durfte sich FSB 1990 mit einem von Otl Aicher gestalteten Logo dem Markt vorstellen. Es zeigt einen stilisierten Griff, der auf einer Türklinke basiert, die der Philosoph Ludwig Wittgenstein für das von 1926 bis 1928 erbaute Haus seiner Schwester in Wien entworfen hatte. Otl Aicher fasste zudem seine Forschungserkenntnisse zum Türklinken-Design für FSB in der Studie "Vier Gebote des Greifens" zusammen.
Auf der Suche nach neuen Formen und Materialien initiierte FSB im Jahre 1986 einen Workshop in enger Zusammenarbeit mit zu dieser Zeit führenden Architekten und Designern, u. a. Mario Botta, Peter Eisenman, Arata Isozaki, Hans Hollein, Alessandro Mendini und Dieter Rams. Die gemeinsam erarbeiteten Gestaltungsideen wurden in den Materialien Aluminium, Messing, Edelstahl, Holz und Kunststoff umgesetzt. Das Ereignis ging als Türklinken-Workshop in die deutsche Designgeschichte ein und wurde von den Medien weltweit gewürdigt.
In Anlehnung an die Jugendstilphilosophie, die ein Haus samt Innenausstattung und Mobiliar als Gesamt(kunst)werk begreift, setzt FSB auf die stilistische Stimmigkeit bei der Umsetzung von architektonischen und gestalterischen Grundlinien innerhalb eines Gebäudes. Türgriffe bzw. Türklinken sind Architektur en miniature und spiegeln in Form und Gebrauch die gestalterische Haltung ihrer Entwerfer wider. FSB ist der Meinung, dass die Entscheidung für einen Türgriff immer im Kontext mit der umgebenden Architektur zu treffen ist. In seiner Gestaltung komprimiert sich die Sprache des Raumes. Er wird zu einem harmonischen Teil des Ganzen – oder akzentuiert ganz bewusst einen formalen Widerspruch.

## Produkte
Beschläge für Türen und Fenster:
Türdrücker und Türklinken, Objekt-Griffprogramme, Rosetten und Schilder, Türknöpfe sowie Knopf- und Griffschilder, Fenstergriffe, Schiebetürbeschläge, Einlass- und Turnhallenmuscheln, Beschläge für JVA, Forensik und Psychiatrie, Türstopper, Rahmentürbeschläge, Paniktürbeschläge, Glastürbeschläge, Türgriffe, Schutzbeschläge, Briefeinwürfe, Sprech- und Klingelplatten, Hinweiszeichen mit Piktogrammen von Otl Aicher, Haus-Ziffern
Barrierefreies ErgoSystem:
Eine älter werdende Gesellschaft benötigt Lösungen, die „Räume an sich“ leichter handhabbar machen. Mit dem barrierefreien ErgoSystem fertigt FSB ein System von sanitären Ausstattungen, Griffen und Accessoires, das alltägliche Abläufe z. B. in Sanitär- und Badebereichen komfortabler und sicherer gestaltet.

## Kommunikation und Werbung
Der Weg vom Westfälischen Metallwerk hin zur Marke FSB wurde nachhaltig mit begleitenden Publikationen und Marketingaktivitäten gestützt. Besondere Aufmerksamkeit zog die von Otl Aicher angeregte und in den ersten Jahren von ihm mitgestaltete Buchreihe – kurz: FSB Edition – auf sich. Der Krimi-Autor Felix Huby sorgte mit dem Rowohlt-Taschenbuch Bienzle und der Klinkenmörder dafür, dass die Türklinke als Mordwaffe bekannt wurde. Ab 2002 wurden auf Anregung von FSB vierzehn Reden zur Architektur in Zusammenarbeit mit Frau Dr. Brigitte Labs-Ehlert in das ostwestfälische Literatur- und Musikfest „Wege durch das Land“ eingebettet. Im Jahre 2014 kuratierte FSB im Auftrag von Rem Koolhaas Türklinken aus 400 Jahren als „elements of architecture“ im Rahmen der Architektur-Biennale in Venedig. 2017 endete im Grassi Museum in Leipzig eine von FSB initiierte Ausstellungsreihe mit Türklinken der Moderne, die 2009 in Berlin zusammen mit Hans Kollhoff im Roten Salon der Bauakademie von Schinkel als „Begreifbare Baukunst“ aus der Taufe gehoben worden war.
In der 16 Bände umfassenden FSB Edition wurde von 1987 bis 2000 die Geschichte der Artefakte nachvollzogen, interpretiert und kommentiert. Otl Aicher steuerte von 1987 bis 1991 für jeden Band ein ausführliches Essay bei, das er später in seine eigenen Veröffentlichungen aufnahm. Lange bevor FSB von der Designwelt für seine Produkte ausgezeichnet wurde, erhielt die heute nur noch antiquarisch verfügbare FSB Edition Prämierungen der Stiftung Buchkunst. In einem Sammelband mit dem Titel Die Sprache der Hände wurden die wichtigsten Aussagen der FSB Edition zusammengefasst.
Besondere öffentliche Aufmerksamkeit und mediale Würdigung zogen die sogenannten „Klinkengeschichten“ auf sich. Sie bestanden aus einer umfangreichen Serie von textlastigen Anzeigen in den Magazinen von Spiegel, FAZ, Süddeutsche Zeitung und Die Zeit. Die Macher FSB, die Werbeagentur Kreutz & Partner und der Texter Reinhard Siemes wurden vom Art Directors Club Deutschland 1998 als Werbekundenteam des Jahres ausgezeichnet. Den 100 schönsten Klinkengeschichten wurde ein Buch gewidmet, das in mehreren Auflagen erschien.
Die Rede zur Architektur im Rahmen des Literatur- und Musikfestes „Wege durch das Land“ wurde als Fortsetzung der verlegerischen Tätigkeit des Unternehmens angelegt. Jedem geladenen Redner aus der internationalen Architekturszene wird ein auf Vortrag und Werk eingehendes Buch gewidmet. So bestätigt FSB seit 2003 seinen Ruf, „ein Verlag mit angeschlossener Türklinkenfertigung“ zu sein.
Gemeinsam mit dem Filmemacher Peter Schubert veröffentlichte FSB im Jahre 2017 eine digitale Aufbereitung von sechs Fernsehfilmen der edition disegno zur Geschichte der Ulmer Hochschule für Gestaltung und deren Wirkungsgeschichte im DVD-Format.